# Een dolle boel
Een dolle boel is een hoorspel van Dick Walda. De VARA zond het uit op woensdag 12 december 1973, van 16:03 uur tot 16:25 uur (met een herhaling op woensdag 28 augustus 1974). De regisseur was Ad Löbler.

## Rolbezetting
- Andrea Domburg (de vrouw)
- Hans Veerman (de man)

## Inhoud
De auteur schetst in zijn spel een vrouw die lijdt aan een concentratiekampsyndroom. Ze heeft tijdens de oorlog in Theresienstadt en in Auschwitz gezeten. De oorlog is voor haar – en voor vele anderen die het slachtoffer van het kampsyndroom zijn – niet in 1945 afgelopen. Eigenlijk is zijn nooit bevrijd. Zij wordt beheerst door de vreselijke herinneringen aan de afschuwelijke misdaden die haar zijn overkomen en die ze gezien heeft. Alles herinnert haar aan de oorlog. De badkamer thuis wordt de douchecel in Auschwitz. “Het beste voor me is: geen kranten lezen, niet op straat lopen, geen televisie zien, niet meer naar de film gaan, niet met mensen praten. Ik kan er beter niet meer zijn.” In haar huwelijk is ze niet begrepen door haar man. Hij heeft haar ziektebeeld onderschat. “Mijn man zei alleen maar: flink zijn, afleiding zoeken, hobby nemen.” Haar huwelijk is uiteindelijk vastgelopen. In het spel probeert de vrouw toch op een wanhopige manier haar angst en haar isolement te doorbreken. Ze wil eindelijk ook bevrijd worden…